# 다이트야
다이트야(산스크리트어: दैत्य 다이티야)는 인도 신화에 나오는 아수라의 종족으로, 카샤파와 그의 아내 디티의 후손이다. 이 종족의 저명한 구성원으로는 히란약샤, 히란야카시푸, 마하발리가 있는데, 이들은 모두 지구를 점령했으며, 비슈누의 아바타라 세 명이 이들을 물리치는 데 필요했다.

## 문학

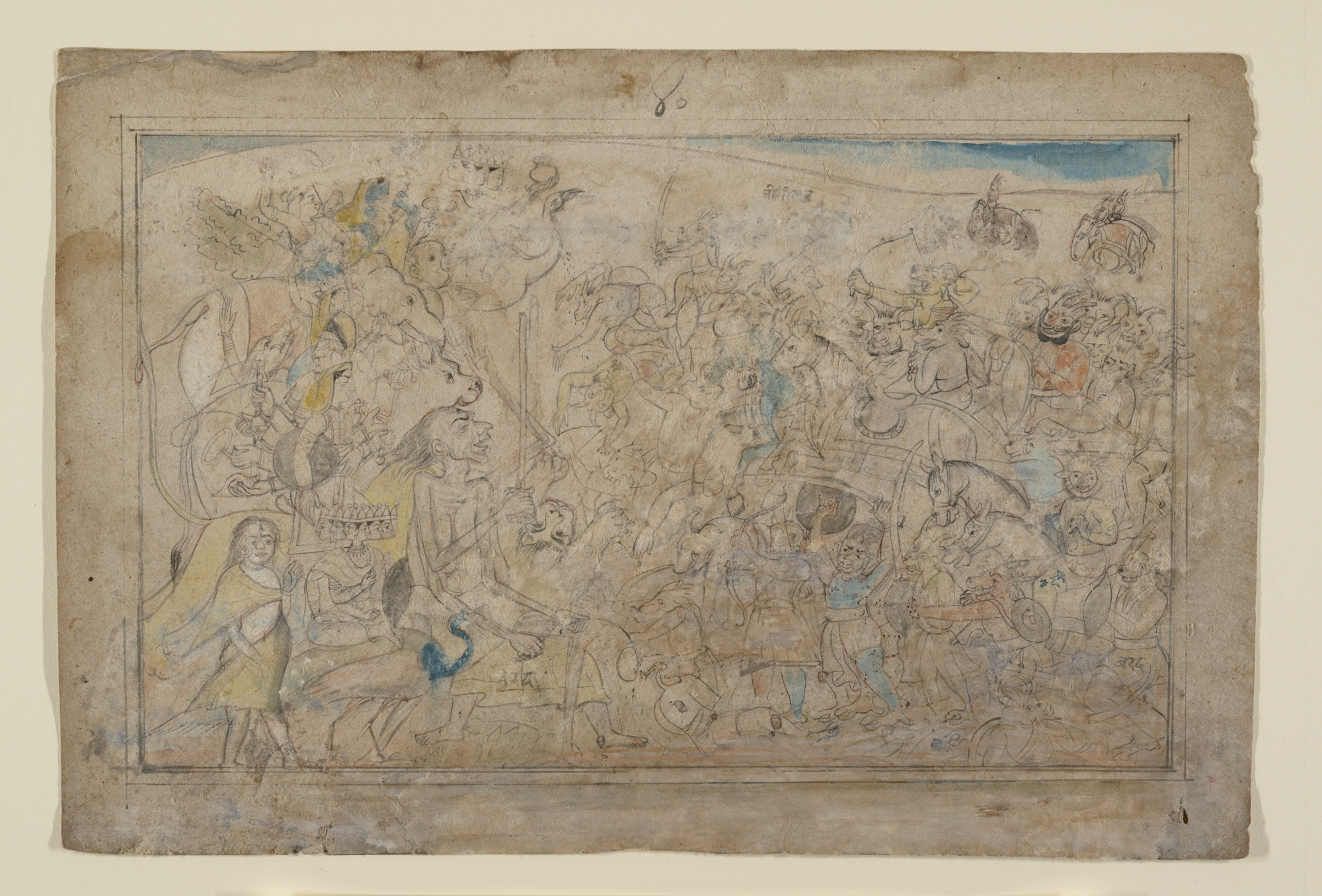
다이트야 군대의 모습

마누 법전은 다이트야를 선하다고 분류하면서도, 데바보다 낮은 수준으로 두었다.

Tāpasā yatayo viprā ye ca vaimānikā gaṇāḥ
Nakṣatrāṇi ca daityāśca prathamā sāttvikī gatiḥ
고행자와 은둔자, 브라만, 천상 존재, 달의 별자리, 그리고 다이트야는 '사트바'를 포함하는 첫 번째 상태를 나타낸다.
— Manusmṛti 12.48

이 종족의 기원과 주목할 만한 구성원은 하리밤사 푸라나에 명시되어 있다.
마리치의 잘 차려입은 아들 카샤파는 프라자파티의 두 자매인 디티와 아디티와 결혼했다. 위대한 카샤파는 아디티에게 다타, 아랴마, 미트라, 바루나, 암샤, 바가, 인드라, 비바슈반, 푸샤, 파르잔야, 트와스타, 비슈누 등 열두 계급의 천신들을 낳았다. 그는 디티에게 강력한 히란야카시푸를 낳았다. 다이트야의 우두머리 히란야크샤는 그의 남동생이었다. 히란야카시푸에게는 프랄라다, 흘라다, 상그라다, 잠바, 아누흐라다 등 다섯 명의 매우 강력한 아들이 있었다. 프랄라다의 아들은 비로차나였고, 그의 아들은 발리였다. 그들의 아들과 손자들은 모두 매우 강력했다. 이 강력한 다이트야의 수천 명의 후손들이 온 땅에 퍼져 있다. 히란야카시푸가 인간-사자에 의해 살해당하는 것을 본 다이트야는 신들을 파괴하기 위해 발리를 자신들의 우두머리로 삼았다. 그는 히란야카시푸처럼 용감하고 강력하며 경건하고 자제심이 강했기 때문에 다이트야의 왕으로 즉위했다.— 하리밤사, 40장

## 다이티야 목록

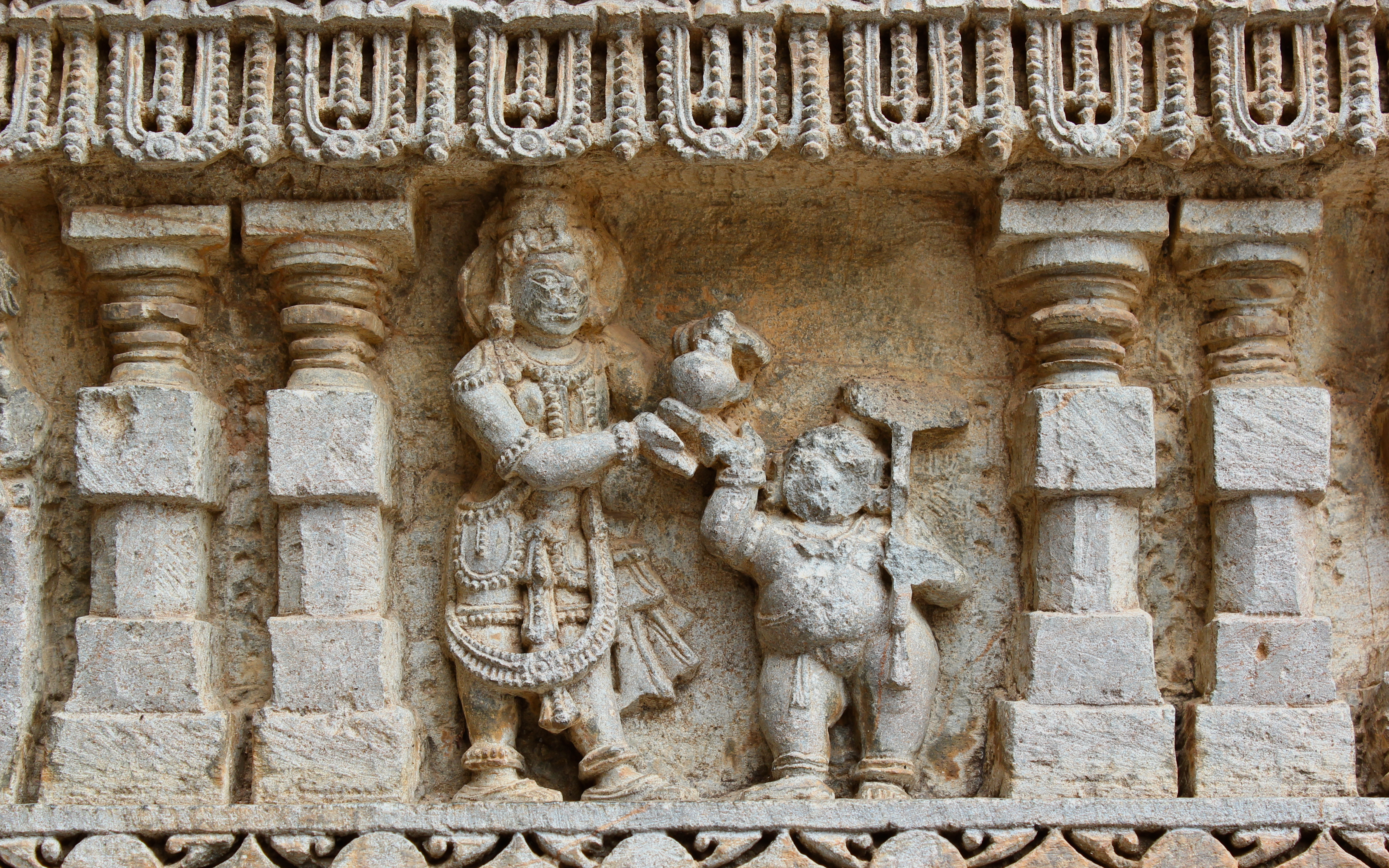
마하발리가 바마나를 맞이하다

인도 신화에 언급된 주목할 만한 다이트야는 다음과 같다.
- 히란야크샤 – 카샤파와 디티의 첫째 아들
- 히란야카시푸 – 카샤파와 디티의 둘째 아들
- 홀리카 – 카샤파와 디티의 첫째 딸
- 안다카수라 – 히란약샤의 아들 (시바의 땀에서 태어남)
- 프랄라다 – 히란야카시푸의 아들
- 비로차나 – 프라흘라다의 아들, 마하발리의 아버지
- 데밤바 – 마하발리의 어머니
- 마하발리 – 비로차나의 아들
- 바나수라 – 마하발리의 아들
- 우샤 – 바나수라의 딸
- 라후와 케투 – 스바르바누의 머리와 몸, 홀리카의 아들들
- 바즈랑가 – 카샤파와 디티의 아들
- 타라카수라 – 바즈랑가의 아들
- 트리푸라수라 – 타라카수라의 아들
- 샴바수라
- 칼라네미 – 비로차나의 아들

## 같이 보기
- 아수라
- 다나바
- 데바
- 칼라케야
- 아수라 목록
- 니바타카바차

### 설명주
1. ↑  "바이마니카 가나"는 문자 그대로 비마나를 타는 자들을 가리키며, 일반적으로 신들을 의미한다.

### 참조주
1. ↑  www.wisdomlib.org (2019년 8월 23일). “The army of Demons (Asuras) [Chapter 40]”. 《www.wisdomlib.org》 (영어). 2022년 8월 4일에 확인함.
2. ↑  www.wisdomlib.org (2019년 1월 28일). “Story of Diti”. 《www.wisdomlib.org》 (영어). 2022년 8월 4일에 확인함.
3. ↑  Jha, Ganganatha (1920). 《Manusmriti with the Commentary of Medhatithi》. ISBN 8120811550.
4. ↑  www.wisdomlib.org (2020년 11월 14일). “The Beginning of the Dwarf Incarnation: Bali Becomes King [Chapter 40]”. 《www.wisdomlib.org》 (영어). 2022년 8월 4일에 확인함.